# Gus Dapperton
Brendan Patrick Rice, né le 11 mars 1997 à Warwick (État de New York), connu sous le nom de Gus Dapperton, est un chanteur, auteur-compositeur et mannequin américain. Il produit surtout des morceaux de musique pop.

## Biographie

### 2016-2017:Moodna, Once With GraceetYellow and Such
Gus Dapperton publie en 2016 son premier single, Moodna, Once With Grace. En 2017, il sort son premier EP, Yellow and Such. On y retrouve notamment le single I'm Just Snacking.

### 2018:You Think You're A Comic!
En 2018, Dapperton sort son deuxième EP, You Think You're A Comic!. La chanson Prune, You Talk Funny obtient un grand succès. Il se lance ensuite dans une tournée américaine et européenne. La chanson Of Lacking Spectacle est présente dans la série Netflix 13 Reasons Why et apparaît sur l'album de la bande originale.

### 2019-2020:SupalonelyetWhere Polly People Go To Read
En 2019, Gus Dapperton publie son premier album, Where Polly People Go to Read, décrit comme une chronique des hauts et des bas de l'amour,. Le 9 février 2019 sort le clip de la chanson My Favorite Fish, tourné et réalisé chez ses parents dans le New Jersey. L'album est bien reçu par la critique.
En septembre 2019, il sort l'EP In Passing 001, une collaboration de 4 titres avec Hayes Bradley, qui à l'époque utilise le nom d'artiste B.Hayes.
Également en 2019, Gus Dapperton participe en featuring à la chanson Supalonely de l'artiste néo-zélandaise Benee. La chanson gagne une immense popularité sur la plateforme TikTok en mars 2020, totalisant plus de 6,9 millions d'écoutes pendant le confinement lié à la pandémie de Covid-19,,. Le succès du single conduit Gus Dapperton et Benee à interpréter la chanson dans l'émission The Tonight Show Starring Jimmy Fallon,.

### 2020-2022:Orca
Le deuxième album studio de Dapperton, Orca, sort le 18 septembre 2020. On y retrouve les singles First Aid, Post Humorous, Medicine et Bluebird, publiés avant la sortie de l'album. L'artiste collabore également avec la chanteuse australo-philippine Chela sur la chanson My Say So. Cet album évoque des thèmes comme la douleur, la souffrance mais également la guérison et la rédemption,. Le titre de l'album, Orca, est une métaphore de la douleur et de la souffrance découlant de la vie des orques en captivité,.
Il sort le 21 octobre 2021 le clip du single First Aid où il met en vedette sa sœur cadette Ruby Amadelle, qui chante également sur le morceau[Information douteuse].
Durant la période 2020-2022, Gus Dapperton participe à une série de projets avec d'autres artistes, notamment Somewhere de Surf Mesa, Meteorite      d'Anna of the North, ou encore au morceau Pumped up Kicks de Foster the People pour l'édition deluxe du 10e anniversaire de l'album Torches.
En août 2022, il signe avec Warner Records et sort pour l'occasion une reprise de Landslide de Fleetwood Mac.

### 2023:Henge
En 2023, Gus Dapperton publie 2 nouveaux singles : Wet Cement et Horizons, accompagné d'un clip qu'il a réalisé,,.
Le 21 avril 2023, le chanteur sort le single Don't Let Me Down, à nouveau en collaboration avec l'artiste Benee, et révèle alors qu'il prévoit de sortir son troisième album, Henge. Le 9 juin 2023 sort le single Sunset. Son troisième album est finalement mis en vente le 7 juillet 2023. L'album se veut comme « une lettre d'amour à New York », la ville où l'artiste a grandi[réf. nécessaire].
Le morceau The Stranger fait partie de la bande son d'EA Sports FC 24.

### 2024:Tunes For Late Spring
Début janvier 2024, Gus Dapperton collabore avec l'artiste Lyrical Lemonade pour sa chanson Fallout et avec le groupe Sports pour leur morceau Thank You for Leaving. Le 7 juin, sort l'EP Tunes For Late Spring, qui inclut le single Lil Tune en duo avec Electric Guest et trois reprises, Believe de Cher, What You Won't Do for Love de Bobby Caldwell et Everything She Wants du groupe britannique Wham!,,.

## Discographie

### Albums en studio
- 2019 : Where Polly People Go to Read
- 2020 : Orca[32]
- 2023 : Henge

### EP
- 2017 : Yellow and Such[33]
- 2018 : You Think You're a Comic![34]
- 2019 : In Passing 001 (avec Hayes Bradley)
- 2024 : Tunes For Late Spring[35]